# 思琅州
思琅州，唐朝时设置的羁縻州。
景云二年（711年），分割谈州设立思琅州，为邕州都督府所辖羁縻州，治所在今越南高平省下琅一带。天宝元年（742年）属于朗宁郡都督府，安史之乱後属于邕州管内经略使，元和十五年（820年）改属容州管内观察经略等使，长庆二年（822年）再属于邕州管内经略使，咸通三年（862年）改属岭南西道节度使，五代后地入交趾。 